# Привітання Діксона
Привітання Діксона (англ. Dickson Greeting) — один із перших у світі фільмів. Всю роботу з організації зйомки провели Вільям Діксон та Вільям Гейсе. Фільм триває лише три секунди і за цей час на екранах з'являється Діксон, що робить привітальний рух власним капелюхом.
Фільм був знятий 20 травня 1891 року в Photographic Building в Edison's Black Maria studio, що знаходилась в Вест Оранж, штат Нью-Джерсі за сприяння самого Томаса Едісона з використанням його кінетоскопа.
Перший показ стрічки відбувся в Національній Федерації жіночих клубів Америки.

## Факти
Привітання Діксона довгий час вважався першим фільмом знятим в США, проте це не так. Першим американським фільмом є Monkeyshines, No. 1, але він був знятий лише для «внутрішнього» використання в компанії Едісона. Тому Привітання Діксона — це перший фільм Америки, що було представлено широкій публіці.